# Fonologia árabe
Enquanto muitos idiomas têm inúmeros dialetos que diferem em fonologia a falada língua árabe contemporânea é mais apropriadamente descrita como uma variante.  Este artigo trata principalmente do Árabe padrão moderno (MSA), que é a variedade padrão partilhada pelos oradores educados em todas as regiões de língua árabe. MSA é usado por escrito na imprensa formal e por via oral em noticiários, discursos e declarações formais de vários tipos.